# Joyce Summers

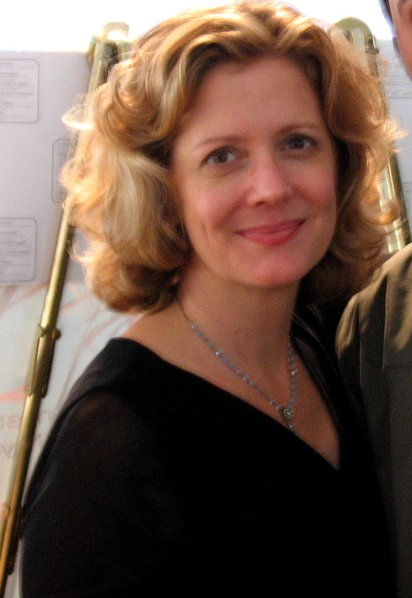
Fotografía de Joyce Summers (Kristine Sutherland) en 2005

Joyce Summers (interpretada en la serie por Kristine Sutherland) es la madre de Buffy, la Cazavampiros. Está divorciada de su antiguo marido, el padre de Buffy, y vive (como todos los personajes) en el pueblo de Sunnydale.

## Historia del personaje
Joyce aparece prácticamente desde el primer capítulo, pero hasta el final de la segunda temporada no conoce el secreto de su hija: ella es la Elegida, la Cazavampiros. Buffy se lo revela al verse desbordada por las presiones (y por tener que asesinar a Ángel, su antiguo novio). Joyce, en un momento de frustración, la echa de casa, pero Buffy volverá y ella la aceptará con los brazos abiertos.
La única hija biológica de Joyce es Buffy, pero en la quinta temporada aparecerá en su casa una nueva hija, Dawn. En las memorias de todos los personajes se implantarán recuerdos falsos, por lo que para todos será como si siempre hubiera estado allí... hasta que Buffy descubre la verdad: su hermana acaba de aparecer en su vida.
La salud de Joyce se deteriorará, y le detectarán un tumor cerebral. Este intervendrá en su mente, por lo que podrá ver que Dawn no era la hija que ella pensaba, y tras ello Buffy se lo confirmará. Esto generará un caos cuando Dawn también se entera, pero Joyce siempre apoyará a Dawn como miembro de la familia Summers, y la querrá como si realmente fuera su hija.
Más tarde será operada del tumor, y saldrá sin problemas de la operación. Pero esto será tan solo en apariencia, porque semanas más tarde Joyce morirá por uno de los efectos secundarios del tumor cerebral.
Joyce será una de las pocas personas que rodean a Buffy que tendrá una relación amistosa con Spike, el vampiro que mantendrá una relación íntima con la Cazadora como amante sin llegar a conquistar su corazón. Aunque la primera vez que le ve este está amenazando a Buffy con un hacha de bombero, con el tiempo le irá descubriendo y comprendiendo (más aún cuando el chip de Spike le impide atacarla). Incluso acabará viendo telenovelas con el vampiro en su cripta. 
Al morir Joyce, Spike llevará un ramo de flores a casa de las Summers.
Joyce es un personaje a veces desorientado, frustrada porque la vida de su hija se le escapa de las manos y teme no poder cogerla a tiempo. Por ello, a Joyce le viene muy bien la aparición de Dawn, alguien de quien ser responsable y a quien cuidar.
- Datos: Q2715089